# Socialt Lederforum
Socialt Lederforum blev oprettet i 1986 og hed oprindeligt "Forstandergruppen af 1986" og senere blot Forstandergruppen. I 2006 skiftede forstandergruppen navn til Socialt Lederforum. Foreningen er landsdækkende og interesseorganisation for boligtilbud og dagtilbud for mennesker med funktionsnedsættelse, repræsenteret af lederen af tilbuddet. Fra 1. januar 2004 er Udvikling fusioneret med Forstandergruppen, nu Socialt Lederforum. Dermed er Udvikling, Tidsskrift om udviklingshæmmede, Forlaget Udvikling og Socialt Lederforum integreret i samme forening. Direktøren for foreningen er Bo Mollerup.

## Ekstern henvisning
- Socialt Lederforums hjemmeside